# Ocean grabbing

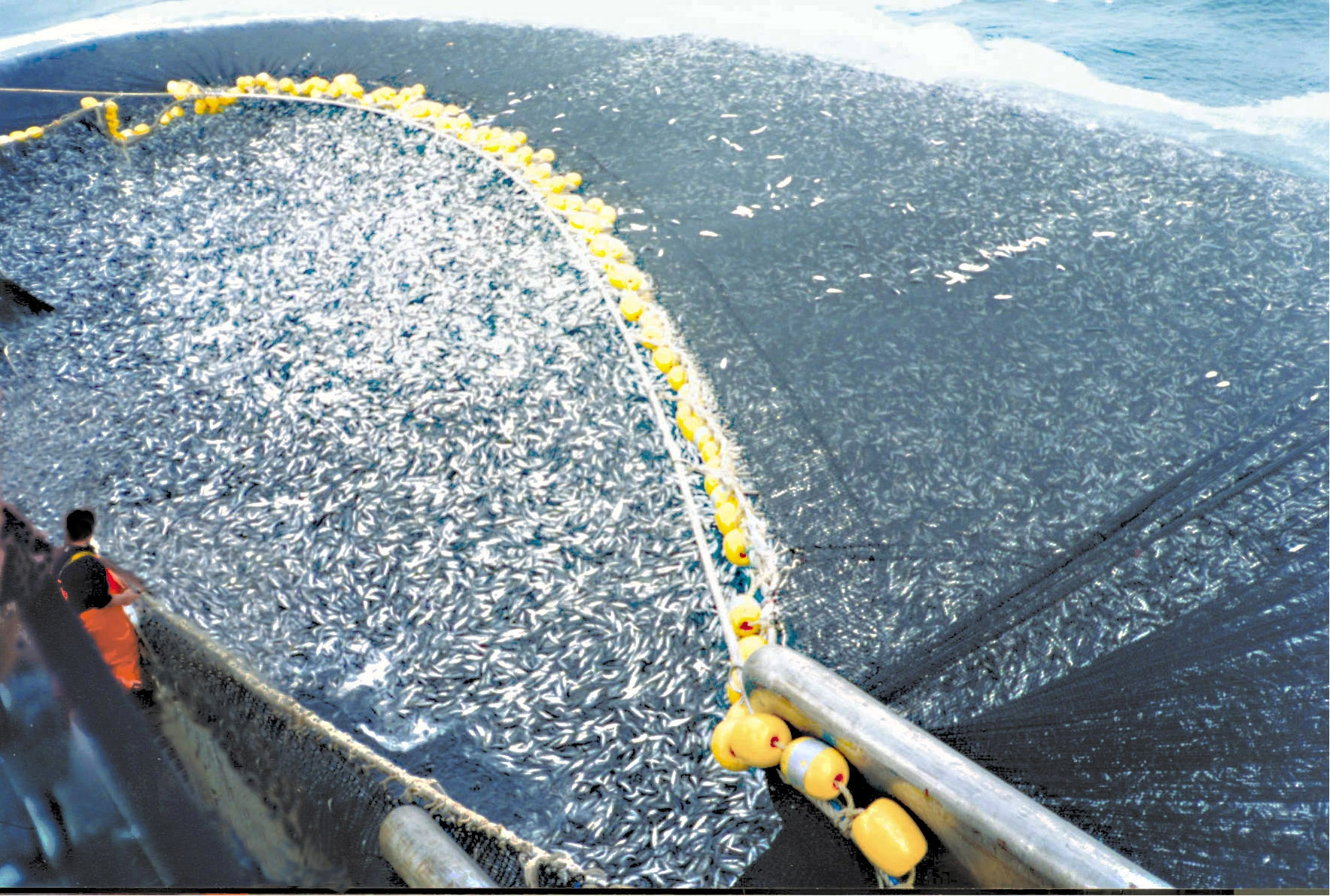
Pescato industriale in Cile nel 1997: 400 tonnellate di sgombri

L'ocean grabbing (traducibile in italiano come accaparramento degli oceani/del mare) è un controverso fenomeno economico e geopolitico venuto alla ribalta nel primo decennio del XXI secolo. Esso riguarda gli effetti economici e sociali di pratiche di sfruttamento intenso e su larga scala di risorse naturali, soprattutto ittiche, presenti negli oceani e nei mari, con particolare riferimento alle acque in prossimità di paesi in via di sviluppo.

## Natura del fenomeno

Andamento della produzione ittica mondiale (1950-2011), in milioni di tonnellate (in blu il pescato; in verde l'allevamento)

Secondo la definizione di Olivier De Schutter, relatore speciale per il diritto al cibo del Consiglio per i diritti umani delle Nazioni Unite, la fenomenologia polimorfa dell'accaparramento ittico si presenta "nella forma di accordi che colpiscono i pescatori su piccola scala, catture non dichiarate, incursioni in acque protette, distrazione delle risorse dalle popolazioni locali". L'erosione degli stock ittici e lo sbilanciamento tra le capacità di pesca delle flotte industriali e i volumi di cattura accettabili per una pesca sostenibile portano all'inasprimento della competizione su scala globale, con enorme incidenza sui rapporti e sugli squilibri tra paesi sviluppati e Sud del mondo. In questa dimensione mondiale, infatti, le flotte dei paesi più deboli non sono in grado di competere, né tali paesi possiedono la forza politica per negoziare accordi favorevoli. Mancano, inoltre, a tali soggetti politici deboli, gli strumenti di controllo delle attività svolte nelle loro acque e i mezzi di intervento per regolare il fenomeno. Infine, le eventuali ricadute economiche di cui beneficiano i paesi deboli firmatari di accordi commerciali sulla pesca non sempre vengono destinate al miglioramento delle condizioni di vita delle popolazioni locali.
Lo sfruttamento delle risorse ittiche avviene mediante flotte pescherecce provenienti da nazioni occidentali (Unione europea, Russia, Stati Uniti d'America), o facenti capo a compagnie da nazioni sviluppate o potenze economiche emergenti dell'Asia, come il Giappone, la Cina o altre tigri asiatiche.
Sebbene il ricorso a simili pratiche sia già conosciuto nel corso della storia umana, soprattutto recente, il fenomeno ha assunto una particolare connotazione e un notevole peso intorno agli anni 2010, quando pratiche di sfruttamento intensivo sono state favorite dalla volontà, da parte di alcune potenze, di assicurarsi un accesso privilegiato a preziose risorse alimentari, al fine di tutelare sovranità e sicurezza in campo alimentare.

### Analogie e differenze con illand grabbing
Il fenomeno possiede qualche parallelo con l'analogo processo geopolitico che riguarda l'acquisizione di suoli e terreni agricoli, il cosiddetto land grabbing, ma, a differenza di quest'ultimo, l'accaparramento ittico può risolversi in un semplice sfruttamento, senza gli effetti positivi, in termini di investimenti, che, nel caso del land grabbing, possono derivare dall'apporto di capitali e risorse economiche provenienti dall'estero. Come già detto, i paesi del Sud del mondo non hanno le capacità di negoziare accordi vantaggiosi per la pesca nelle loro acque, non hanno mezzi sufficienti per controllarne l'applicazione, non sempre dirigono le ricadute economiche degli accordi sulle popolazioni.
Da un punto di vista politico, inoltre, il fenomeno dell'ocean-grabbng, nonostante l'imponenza delle sue dimensioni, risulta sottovalutato, è meno oggetto di discussione, e possiede caratteristiche di minor visibilità rispetto all'accaparramento dei terreni agricoli.

## Impatto e rischi

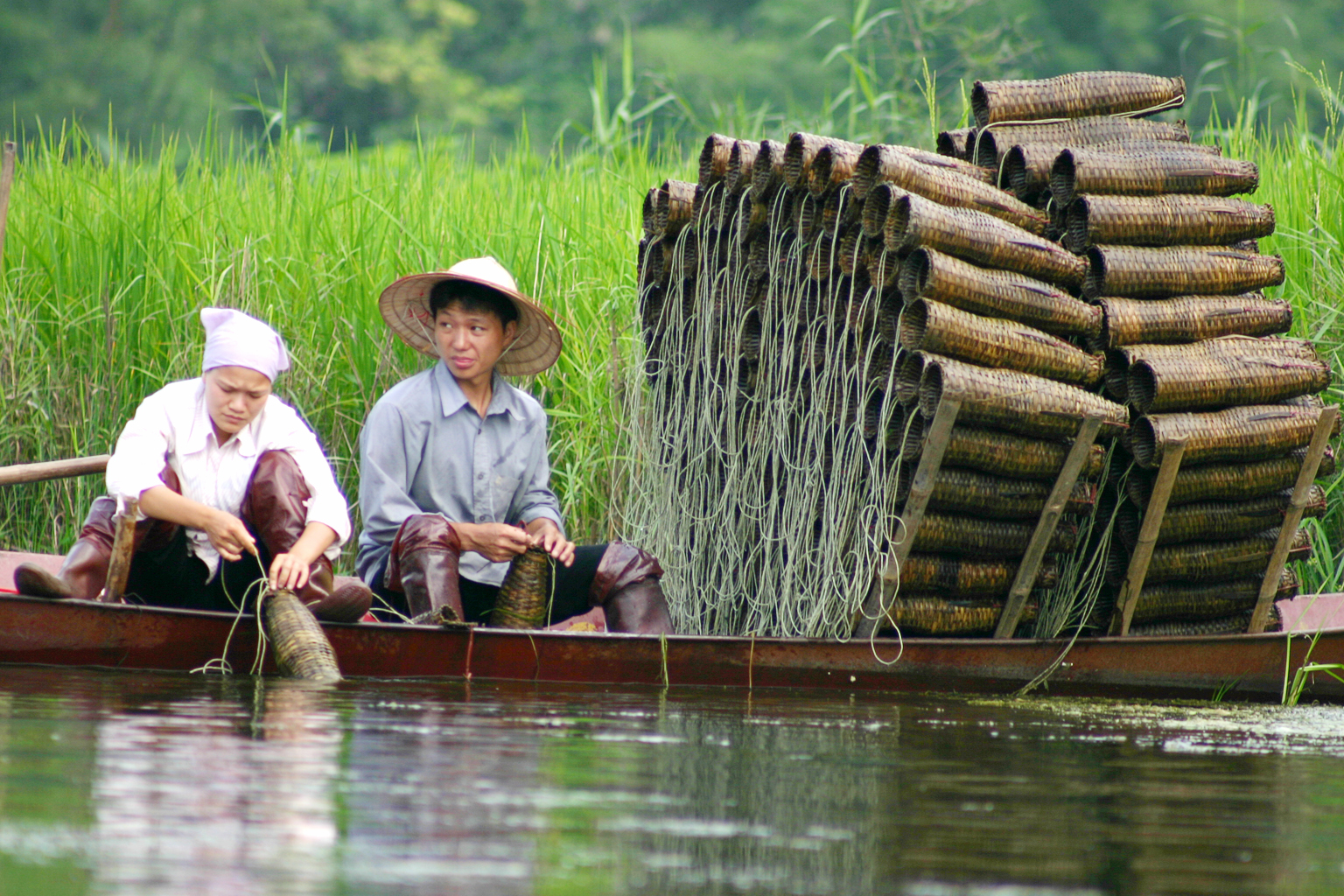
Piccola pesca con tecniche tradizionali in Vietnam, nel 2006

I rischi nella diffusione di tali pratiche sono molteplici:
- depauperamento degli stock ittici dovuto al prelievo troppo intenso (overfishing) della pesca industriale, con conseguente impatto sull'ambiente e sulla sostenibilità della pesca;
- erosione nelle capacità di accesso e di controllo, da parte delle comunità locali, sulle risorse ittiche oggetto di sfruttamento esogeno;
- maggior spreco di risorse che caratterizza la pesca con grandi flotte stimata in un quarto del pescato rispetto al prelievo di piccoli operatori; questi ultimi, infatti, tendono a sfruttare interamente il pescato , con minor rigetto in mare dei pesci di piccola taglia, o di scarso valore economico, ma di buon valore alimentare.

Tali effetti hanno iniziato a destare preoccupazione negli esperti e negli organismi politici multilaterali e sovranazionali, vista la rilevanza dei valori economici e alimentari in gioco. Il mare, infatti, fornisce una quota importantissima dell'apporto totale di proteine animali della popolazione umana, con un'incidenza globale che l'Organizzazione delle Nazioni Unite stima pari al 15%. Tale incidenza diventa ancora più rilevante in alcune aree del mondo: è pari al 20% tra i paesi LIFDCs (Low-Income Food Deficit Countries, secondo la classificazione della FAO), mentre sale al 23% in alcune regioni come l'Asia; altissima è la dipendenza dalla pesca di alcune popolazioni, come quelle dell'Africa occidentale che, secondo le stesse stime dell'ONU, ricevono dal pesce il 50% del loro fabbisogno di proteine animali